# Brachila
Brachila (auch Bravila, Bracila, ursprünglich vielleicht *Brahvila; † 11. Juli 477 in Ravenna) war ein spätantiker römischer Offizier (comes).
Der Name Brachilas deutet auf einen germanischen, vermutlich gotischen Hintergrund hin. Brachila diente im Jahr 477 als weströmischer comes in Italien. Odoaker, ebenfalls ein weströmischer General germanischer Herkunft, führte seit 476 die „barbarischen“ Hilfstruppen (foederati) an, die das zu dieser Zeit mächtigste Heer in Italien stellten. Brachila scheint sich gegen Odoakers Entscheidung gestellt zu haben, nach der Absetzung des letzten weströmischen Kaisers Romulus Augustulus 476 keinen neuen weströmischen Kaiser einzusetzen, sondern die kaiserlichen Insignien nach Ostrom zu schicken und selbst ohne Kaisertitel in Italien zu regieren. Um ein Exempel gegen Kritiker seiner Herrschaft zu statuieren, ließ Odoaker Brachila am 11. Juli 477 in Ravenna ermorden.